# Освіта в Брунеї
Освіта в Брунеї складається з початкової, середньої та вищої. Особливістю освіти є високий рівень її ісламізації. Освіта здійснюється малайською та англійською мовою. Найвищим органом управління освітою є Міністерство освіти.

## Історія
Перша загальноосвітня малайська школа відкрилася в місті Бруней 1913 року. 1916 було відкрито китайську школу, а перша середня англійська школа розпочала працювати 1931 року. Міністерство освіти було створено 1954 року.
Ісламська освіта була запроваджена в школах лишень 1931 року.
Станом на 2000 рік у Брунеї було 175 молодших шкіл, 39 середніх шкіл, 2 професійні училища. Крім того існував університет, технологічний інститут, коледж медсестер, тренувальний центр з механіки, технічний коледж.
Перший брунейський університет — Університет Бруней-Даруссалам — засновано 1985 року. Технологічний університет Брунею було створено наступного, 1986 року. Брунейський політехнічний інститут розпочав свою роботу 2012 року.
У 2018 році в Брунеї було 839 університетських викладачів, з яких 555 були брунейцями, а інші іноземці. У 7 закладах вищої освіти навчалися понад 12 тисяч студентів.

## Рівні освіти
Діти вступають до молодшої школи (англ. primary school) в віці 6 років. У ній вони навчаються впродовж 6 класів. Надалі вони переходять до середньої школи, де перші два роки (7-й і 8-й клас) навчаються за загальноосвітньою програмою, після чого мають зробити вибір на користь однієї з 4 спеціалізацій:
- загальноосвітня програма, спрямована на вступ до університету
- програма прикладної освіти для здобуття професійних навичок
- спеціалізована освітня програма для обдарованих дітей
- програма для дітей з особливими навчальними потребами.[4]

Для вступу до університету потрібно пройти 2 роки (так званий «шостий клас», англ. sixth form) попередньої підготовки в спеціальній школі.

## Заклади освіти

### Середня освіта
У країні є досить велика мережа державних середніх шкіл. Викладання там відбувається з фокусуванням на брунейську національну ідею «малайської ісламської монархії».
Окрім державних у столиці діють Міжнародна брунейська школа та Міжнародна школа Джерудонг. Їхня освітня програма відповідає британському стандарту. За межами столиці здобути міжнародну нерелігійну середню освіту важче. Школа Панага в Белайті працює тільки для дітей працівників компанії Shell, а школа Горнбілл — для дітей британського військового гарнізону.

### Вища освіта
Станом на 2018 рік у Брунеї існує 5 державних та 2 приватних заклади вищої освіти. До них належать:
- Університет Бруней-Даруссалам
- Ісламський університет імені султана Шаріфа Алі.
- Брунейський технологічний університет
- Брунейська політехніка
- Університетський коледж
- Міжнародний коледж університетської освіти
- Коледж бізнесу Лаксмана